# 江苏省历史文化名村
江苏省历史文化名村由江苏省人民政府公布。
第四批江苏省历史文化名村：2007年10月公布，4个
第七批江苏省历史文化名村：2013年8月12日公布，8个
第八批江苏省历史文化名村：2017年2月9日公布，5个

## 分市名单

### 苏州市

#### 吴中区
- 东山镇陆巷村（4，已升格为第三批中国历史文化名村）
- 金庭镇明月湾村（4，已升格为第三批中国历史文化名村）
- 东山镇杨湾村（7，已升格为第六批中国历史文化名村）
- 东山镇三山村（7，已升格为第六批中国历史文化名村）
- 金庭镇东村（7，已升格为第六批中国历史文化名村）

### 无锡市

#### 锡山区
- 羊尖镇严家桥村（4）

#### 惠山区
玉祁街道礼社村（第五批中国历史文化名村）

### 镇江市

#### 丹阳市
- 延陵镇九里村（4）
- 延陵镇柳茹村（8）

#### 镇江新区
- 姚桥镇华山村（7）
- 姚桥镇儒里村（8）
- 丁岗镇葛村（8）

### 南京市

#### 高淳区
- 漆桥镇漆桥村（7，已升格为第六批中国历史文化名村）

#### 江宁区
- 湖熟街道杨柳村（7，已升格为第六批中国历史文化名村）

### 常州市

#### 武进区
- 郑陆镇焦溪村（7，已升格为第六批中国历史文化名村）
- 前黄镇杨桥村（8，已升格为第七批中国历史文化名村）

#### 溧阳市
- 昆仑街道沙涨村（8，已升格为第七批中国历史文化名村）

### 南通市

#### 通州区
- 二甲镇余西村（7，已升格为第六批中国历史文化名村）